# William Link
William Theodore Link (* 15. Dezember 1933 in Philadelphia, Pennsylvania; † 27. Dezember 2020 in Los Angeles, Kalifornien) war ein US-amerikanischer Filmproduzent und Drehbuchautor. Gemeinsam mit seinem langjährigen Autorenpartner Richard Levinson war er Schöpfer und Produzent der erfolgreichen Fernsehserien Columbo, Mord ist ihr Hobby und Mannix.

## Leben
William Link kam 1933 in Philadelphia als Sohn des Textilmaklers William Theodore Link und dessen Ehefrau Elsie (geborene Roerecke) zur Welt. William Link war wie sein Autorenpartner und Freund Richard Levinson jüdischer Abstammung. Nachdem er seinen Abschluss an der University of Pennsylvania machte, diente er von 1956 bis 1958 in der United States Army.
Bereits in seiner Schulzeit lernte Link seinen späteren Autorenpartner  Richard Levinson kennen. Gemeinsam verfassten sie die Kurzgeschichte Whistle While You Work, die im November 1954 in Ellery Queen’s Mystery Magazine veröffentlicht wurde. Anschließend begannen Link und Levinson ihre Laufbahn als Produzenten und Drehbuchautoren, wobei sie sich insbesondere durch Krimiserien einen Namen machen sollten. Ihre wohl bekannteste Figur Columbo erdachten Link und Levinson bereits 1960 für eine Folge der Fernsehserie The Chevy Mystery Show. Anschließend schrieben sie 1962 ein Columbo-Theaterstück namens Prescription: Murder, in dessen Uraufführung Thomas Mitchell die Hauptrolle spielte. Aus dem Stück entstand die erste Columbo-Folge Mord nach Rezept, aus der sich schließlich die Fernsehserie entwickelte. Link war bis in die 1990er-Jahre Mitproduzent der Serie und wirkte auch an einigen der Drehbücher mit.
Link und Levinson produzierten weitere Fernsehserien wie Mord ist ihr Hobby, Ellery Queen und Mannix. Für die Figur der Jessica Fletcher in Mord ist ihr Hobby ließen sie sich von der Person Agatha Christie und ihrer Figur Miss Marple inspirieren. Sie schrieben auch die Drehbücher zu den Spielfilmen Die Hindenburg und Achterbahn. In den 1970er-Jahren fielen Link and Levison auch als Autoren und Produzenten mehrerer damals ausgesprochen fortschrittlicher Fernsehfilme auf: So befreundeten sich in dem Fernsehfilm My Sweet Charlie (1970) ein afroamerikanischer Mordverdächtiger und eine schwangere Teenagerin, Damals im Sommer (1972) mit Hal Holbrook und Martin Sheen war eine der ersten positiven Darstellungen homosexueller Partnerschaft im US-Fernsehen, und The Execution of Private Slovik (1974, ebenfalls mit Martin Sheen in der Hauptrolle) handelte über die Hinrichtung des im Zweiten Weltkrieg dersertierten Soldaten Eddie Slovik.
Nach dem plötzlichen Tod von Richard Levinson im März 1987 war William Link bis in die späten 2000er-Jahre weiterhin als Produzent und Drehbuchautor tätig. Seine letzte Arbeit war der Kurzfilm Where Do the Balloons Go? (2009). Für seine Arbeit erhielt er mehrere Auszeichnungen, darunter 1970 den Emmy Award für My Sweet Charlie sowie abermals 1971 für Columbo. Insgesamt war er mit seinem Kollegen Levinson zwischen 1970 und 1985 weitere sechs Male für einen Emmy nominiert. Zu Links weiteren Auszeichnungen gehören drei Edgar Allan Poe Awards sowie ein WGA Laurel Award.
1995 wurde er gemeinsam mit Richard Levinson in die Television Hall of Fame aufgenommen. Das Theater am Campus der California State University in Long Beach trägt seit 2008 ihm zu Ehren den Namen William Link Theatre. Link, der mit Margery Nelson verheiratet war, starb im Dezember 2020 im Alter von 87 Jahren an einem Herzleiden.

## Auszeichnungen
- 1970: Emmy Award in der Kategorie Outstanding Writing Achievement in Drama für My Sweet Charlie
- 1971: Emmy Award in der Kategorie Outstanding Writing Achievement in Drama für Columbo
- 1980: Edgar Allan Poe Award in der Kategorie Best Television Feature or Miniseries für Murder by Natural Causes
- 1983: Edgar Allan Poe Award in der Kategorie Best Television Feature or Miniseries für Rehearsal for Murder
- 1986: Edgar Allan Poe Award in der Kategorie Best Television Feature or Miniseries für Die vielen Tode der Louise Jamison
- 1986: WGA Laurel Award für sein Lebenswerk
- 1995: Aufnahme in die Television Hall of Fame
- 1999: Aufnahme in die PGA Hall of Fame der Producers Guild of America Awards

## Filmografie (Auswahl)

### Fernsehserien
- 1967–1975: Mannix
- 1968–2003: Columbo
- 1975–1976: Ellery Queen
- 1984–1996: Mord ist ihr Hobby (Murder, She Wrote)
- 1988: Probe
- 1991: Over My Dead Body
- 1994–1995: The Cosby Mysteries

### Filme
- 1968: Istanbul Expreß (Istanbul Express)
- 1970: My Sweet Charlie
- 1972: Damals im Sommer (That Certain Summer)
- 1972: The Judge and Jake Wyler
- 1974: The Execution of Private Slovik
- 1974: The Gun
- 1975: Die Hindenburg (The Hindenburg)
- 1977: Achterbahn (Rollercoaster)
- 1979: Murder by Natural Causes
- 1982: Probe für einen Mord (Rehearsal for Murder)
- 1983: Sein Freund, der Roboter (Prototype; Fernsehfilm), mit Richard Levinson
- 1984: Der Wächter (The Guardian; Fernsehfilm)
- 1985: Die vielen Tode der Louise Jamison (Guilty Conscience; Fernsehfilm)
- 1991: Wahre Freunde (The Boys)
- 2009: Where Do the Balloons Go? (Kurzfilm)